# Cavo (Rio)
Cavo (Il Cavo localmente) è una frazione del comune italiano di Rio, nella provincia di Livorno, in Toscana.
Il borgo è situato a breve distanza dall'estrema punta nord-orientale dell'isola d'Elba.

## Storia
Il toponimo Cavo deriva da capo (nell'accezione di «promontorio»).
All'età romana risale la costruzione di una domus sul vicino promontorio di Capo Castello, di cui oggi rimangono alcuni settori murari in opus reticulatum e tracce di pavimentazioni interne a mosaico.
Nei testi medievali la località è riportata come Caput Sancti Mannati de Ilba in riferimento alla presenza della chiesetta di San Menna, intitolazione poi corrottasi in San Mennato e San Bennato. Dell'edificio, distrutto intorno al 1910, oggi rimangono minime tracce del perimetro murario.
 A poca distanza dall'abitato si trova l'estremo promontorio nord-orientale dell'isola, dal XVI secolo chiamato Capo la Vite, ma il cui nome originario, attestato dal Medioevo, era Caput Vie («capo della via [marittima]»).
Nel 1849 a Cavo sostò brevemente Giuseppe Garibaldi, mentre si recava dal continente all'isola di Caprera.
Tra la fine del XIX secolo e gli inizi del XX, Cavo divenne la località vacanziera prediletta della famiglia Tonietti, che amministrava le miniere di ferro del circondario di Rio Marina. Alla presenza dei Tonietti è legata l'edificazione di tre importanti strutture: la Villa Bellariva (in stile neogotico), la Villa Tonietti e la Cappella Tonietti. Nei primi decenni del XX secolo, a Cavo aveva la propria residenza estiva il latinista Concetto Marchesi.

## Monumenti e luoghi d'interesse
- Cappella Tonietti, progettata da Gino Coppedè
- Chiesa di San Bennato (ruderi)
- Villa Bellariva
- Villa Tonietti
- Villa romana di Capo Castello (ruderi)
- Semaforo di Montegrosso, sull'omonimo promontorio (ruderi)

## Infrastrutture e trasporti
La frazione del Cavo è servita da un servizio di aliscafo (Toremar) e, in estate, dal traghetto della compagnia Moby Lines.